# Moriana
Moriana es una localidad de España y una entidad local menor perteneciente al municipio de Encío (provincia de Burgos, comunidad autónoma de Castilla y León). Forma parte de la comarca de Ebro y del partido judicial de Miranda de Ebro.

## Símbolos
El escudo heráldico y la bandera que representan a la entidad local menor fueron aprobados oficialmente el 28 de septiembre de 1998. El escudo se blasona de la siguiente manera:

«Escudo cortado. Primero de plata, con dos cabezas de moro con turbante y anillo de gules. Segundo de sinople y sobre ondas de agua de plata y azur, tronco de árbol seco de oro y deshojado. Al timbre Corona Real cerrada.»
Boletín Oficial del Estado nº 246 de 14 de octubre de 1998

La descripción de la bandera es la siguiente:

«Bandera castellana, proporción 1:1, terciada horizontal, arriba de gules, blanca y sinople. En el todo, una cabeza de moro, con turbante y anillo de oro»
Boletín Oficial del Estado nº 246 de 14 de octubre de 1998

## Demografía
| Gráfica de evolución demográfica de Moriana entre 1842 y 1860 |
| |
| Población de derecho según los censos de población del INE. Población de hecho según los censos de población del INE.Entre el censo de 1857 y el anterior, crece el término del municipio porque incorpora a Encío y Obarenes. Entre el censo de 1877 y el anterior, este municipio desaparece porque cambia de nombre y aparece como el municipio Encio. |

| Gráfica de evolución demográfica de Moriana entre 2000 y 2017      |
|                                                                    |
| Población de derecho (2000-2017) según el padrón municipal del INE |

## Historia
A la caída del Antiguo Régimen la localidad se constituye en municipio constitucional  en la región de Castilla la Vieja, partido de Miranda de Ebro, que en el censo de 1842 contaba con 20 hogares y 61 vecinos.
A principios del siglo XIX, crece el término del municipio porque incorpora a Encío y a Obarenes.
A finales del siglo XIX, este municipio desaparece porque pasa a denominarse Encío. 
Así se describe a Moriana en el tomo XI del Diccionario geográfico-estadístico-histórico de España y sus posesiones de Ultramar, obra impulsada por Pascual Madoz a mediados del siglo XIX:

Villa con ayuntamiento en la provincia, diócesis, audiencia territorial y capitanía general de Burgos (14 leguas), partido judicial de Miranda Ebro (2). Situada en terreno pantanoso, con clima templado y combatida de los vientos en todas direcciones, siendo las hidropesías las enfermedades que se padecen con más frecuencia. Tiene 28 casas, entre ellas la consistorial; una cárcel; escuela de primeras educación frecuentada por 29 niños, cuyo maestro está dotado con 18 ½ fanegas de grano; una fuente dentro de la población, y una iglesia parroquial (San Juan Bautista) servida por un cura párroco, un medio racionero y un sacristán. El término de este pueblo confina por los cuatro puntos cardinales con el de Santa Gadea. El terreno es de primera, segunda y tercera calidad y en él se encuentra un monte el cual, este pueblo lo disfruta en común, con el de Santa Gadea. Caminos: éstos son pantanosos y conducen a Miranda de Ebro, Frías y Haro. Correos: la correspondencia se recibe de la capital del partido por valijero. Producciones: trigo, cebada, comuña, avena, habas, maíz y patatas; ganado mular, cabrío y lanar; y caza de perdices, liebres y codornices. Industria: la agrícola. Población: 20 vecinos, 61 almas. Capital productivo: 157.100 reales. Imponible: 53.603. Contribución: 2.044 reales 32 maravedíes.
Diccionario geográfico-estadístico-histórico de España y sus posesiones de Ultramar

## Patrimonio
El monasterio benedictino de Santa María la Imperial fundado por Alfonso VII en el siglo XII sobre un antiguo eremitorio, otorgándole el título de “Imperial”. Un incendio en 1781 destruyó casi todo el conjunto. Dado su preocupante estado de conservación, este monumento ha sido incluido en la Lista roja de patrimonio en peligro de la asociación para la defensa del patrimonio Hispania Nostra.